# Gepatschhaus

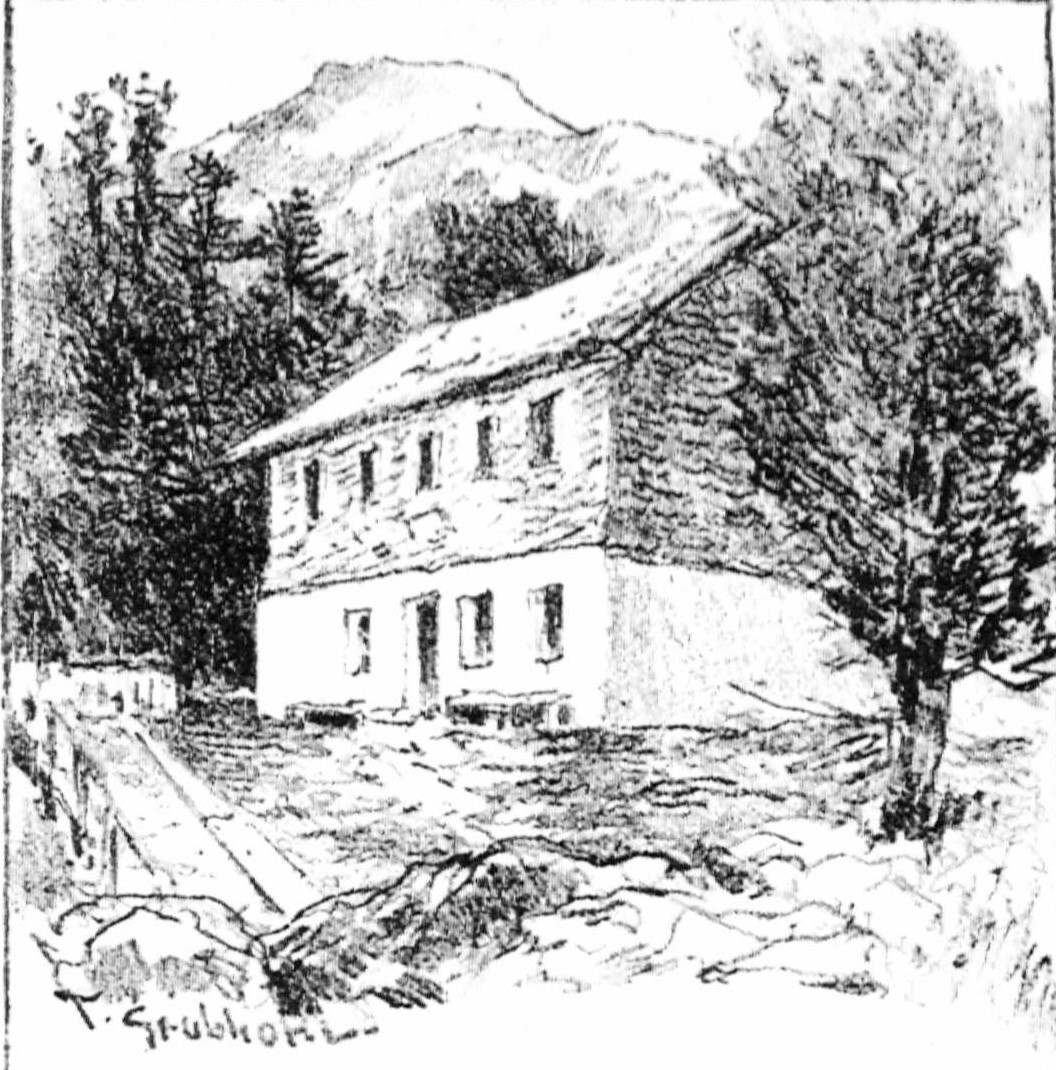
Tony Grubhofer: Gepatschhaus (1899)

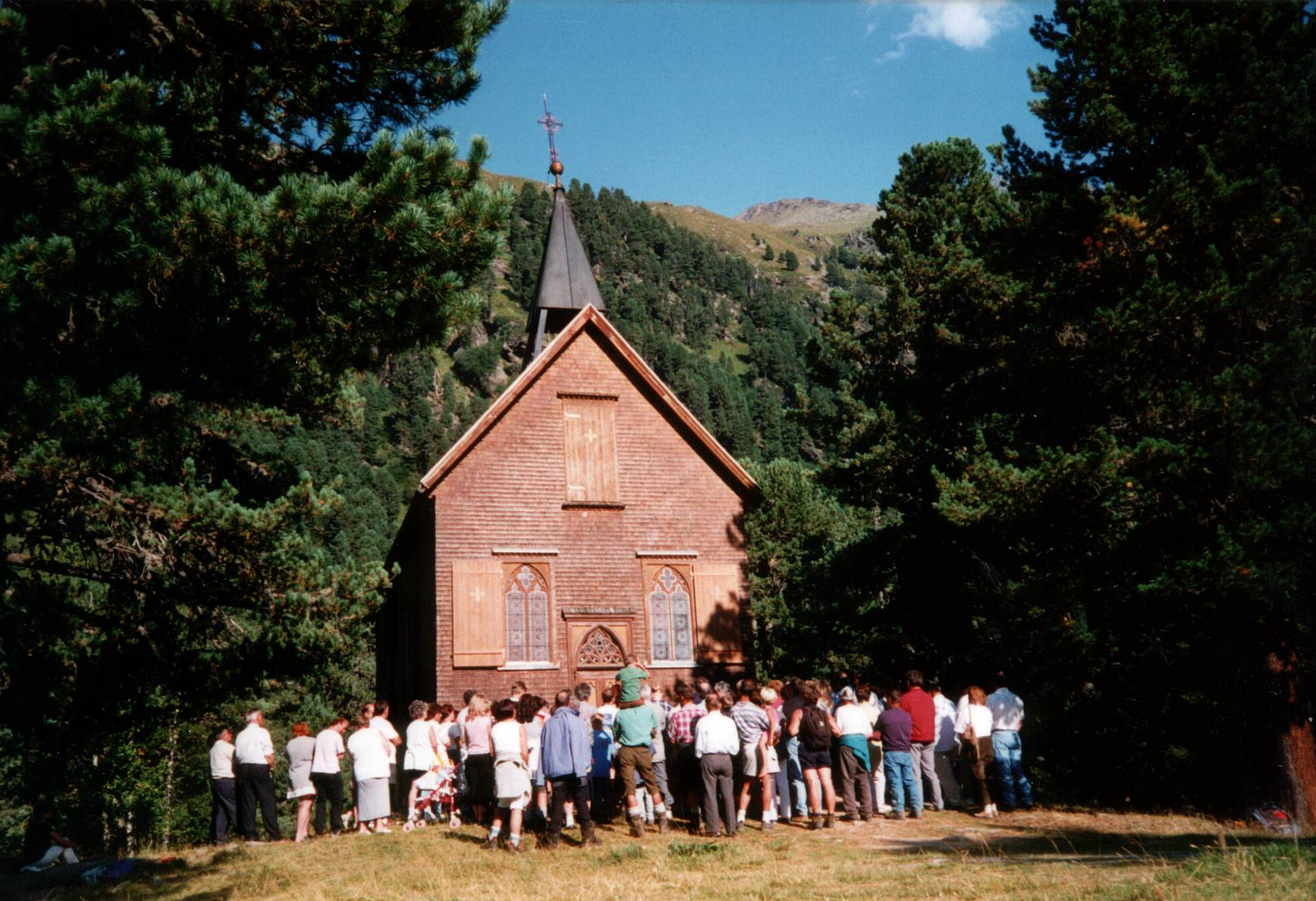
Gottesdienst in der Kapelle Maria Schnee am Gepatschhaus

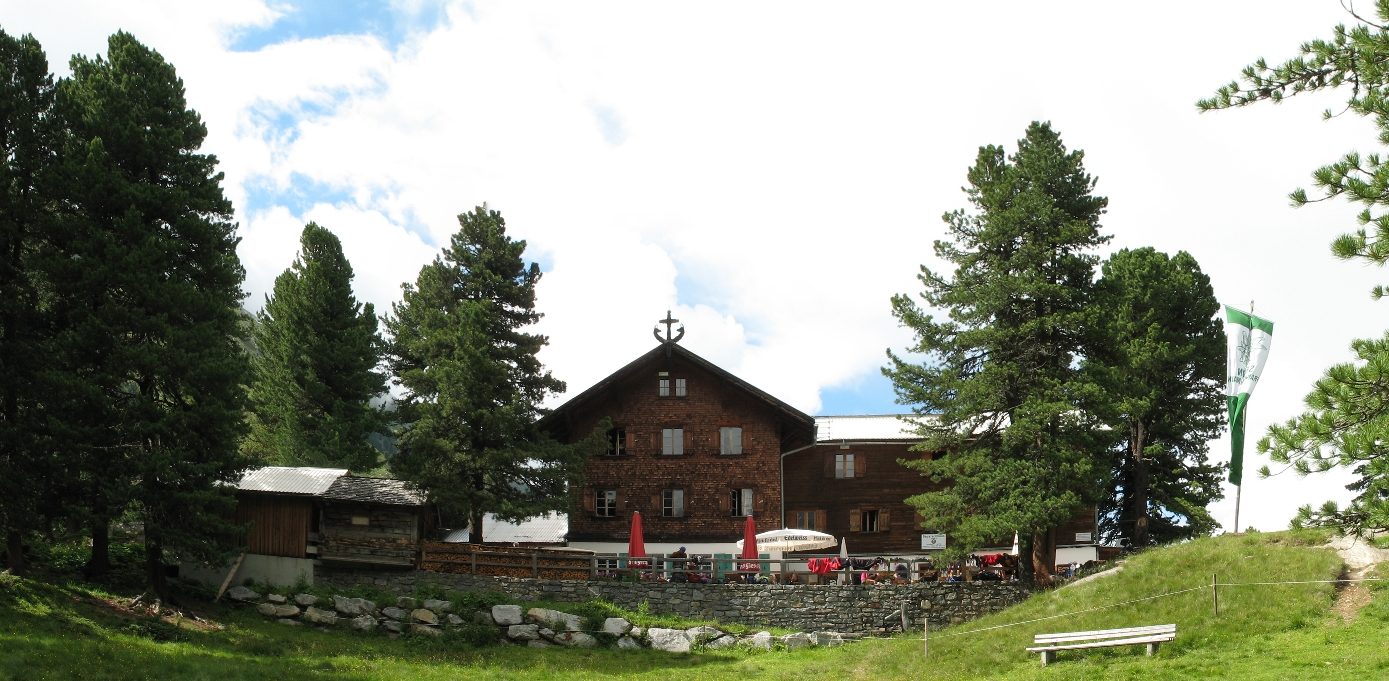
Gepatschhaus von Süden

Das Gepatschhaus ist eine Schutzhütte der Kategorie II der Sektion Frankfurt am Main des Deutschen Alpenvereins. Sie befindet sich im hinteren Kaunertal in den Ötztaler Alpen. Unweit der Hütte führt seit 1980 die mautpflichtige Kaunertaler Gletscherstraße vorbei. Das Gepatschhaus samt der Kapelle steht seit 2013 unter Denkmalschutz.

## Geschichte
Das Gepatschhaus wurde 1873 als erste deutsche Alpenvereinshütte in Österreich erbaut. In den Jahren 1892, 1911 und 1958 wurde das Haus erweitert und 2005 teilweise renoviert. Direkt neben dem Gepatschhaus befindet sich die Kapelle Maria Schnee, die 1895 eingeweiht wurde.
Am 25. Juli 2019 wurde die Straße im Tal bis zu 4 m hoch vermurt, sodass die Erreichbarkeit mit dem Kfz unterbrochen wurde. 80 Menschen auf Gepatschhaus und Gepatschalm waren davon betroffen.

## Aufstieg
Da das Haus nur wenige Meter neben der Kaunertaler Gletscherstraße liegt, kann mit Kraftfahrzeugen bis zum Haus gefahren werden. Des Weiteren befindet sich die Bushaltestelle „Gepatschhaus“ zwei Minuten entfernt.

## Touren
Vom Gepatschhaus sind folgende Gipfeltouren möglich:
- Ochsenkopf (2944 m) in 3 Stunden Gehzeit.
- Hintere Ölgrubenspitze (3296 m) in 4 bis 4½ Stunden Gehzeit.
- Vordere Ölgrubenspitze (3456 m) in 5 Stunden Gehzeit.
- Weißseespitze (3526 m) in 6 Stunden Gehzeit.
- Glockturm (3355 m) in 5 Stunden Gehzeit.

Durch Nutzung der Buslinie in das Skigebiet auf dem Weißseeferner, verkürzen sich die Aufstiege auf die Weißseespitze und den Glockturm auf 2½ bzw. 3½ Stunden.
Neben diesen Touren sind folgende Übergänge zu anderen Schutzhäusern möglich:
- Über den Aachener Höhenweg zur Anton-Renk-Hütte in 8 Stunden Gehzeit.
- Über das Ölgrubenjoch (3050 m) zum Taschachhaus in 5 Stunden Gehzeit oder zur Riffelseehütte
- Auf dem Gepatschferner zur Rauhekopfhütte in 3 Stunden und von dort weiter zum Brandenburger Haus, insgesamt 5 bis 6 Stunden Gehzeit.
- Über das Gepatschjoch (3241 m) zur Vernagthütte in 5½ Stunden Gehzeit.
- Über das Riffljoch (3210 m) zum Hohenzollernhaus in 8 Stunden Gehzeit.

Bei allen Übergängen mit Ausnahme des Aachener Höhenweges ist eine Gletscherbegehung (Hochtour) erforderlich. Im Fernergries in der Nähe des Hauses befindet sich außerdem ein Klettergarten.